# Thomas George Cowling
Thomas George Cowling (* 17. Juni 1906 in Walthamstow, Essex/England; † 16. Juni 1990) war ein britischer Astronom und Mathematiker.

## Leben und Werk
Er studierte ab 1924 mit einem Stipendium am Brasenose College der Universität Oxford, wo er 1927 seinen Abschluss in Mathematik mit Bestnoten machte. 1928 bis 1930 war er dort der erste Schüler des Astrophysikers Edward Arthur Milne, bei dem er mit der Schrift The radiative equilibrium of a spherical mass of gas promoviert wurde.
Danach arbeitete er für drei Jahre am Imperial College London als Assistent von Sydney Chapman und unterrichtete anschließend an den Universitäten von Swansea (Assistant Lecturer ab 1933), Dundee (ab 1937 Lecturer), Manchester (ab 1939 Lecturer) und Bangor, wo er ab 1945 Professor war. 1948 wechselte er als Professor zur Universität Leeds und blieb dort bis zu seinem Tode, auch wenn er offiziell 1970 emeritierte.
Als Assistent von Sydney Chapman schrieb er mit diesem eine bekannte Monographie zur statistischen Mechanik von Gasen, zuerst erschienen 1939.
Er war hauptsächlich im Bereich der Stellar-Astrophysik aktiv und galt als Fachmann für den inneren Aufbau der Sterne. Er entwickelte in den 1930er Jahren ein nach ihm benanntes stellares Modell, in dem der Energietransport im Innern nicht wie damals meist angenommen über Strahlungstransport, sondern im inneren Kern durch Konvektion erfolgte. Ebenfalls in den 1930er Jahren entwickelte er unabhängig von Ludwig Biermann verbesserte Randbedingungen für Sternmodelle ähnlich der Sonne, bei denen zwar außen Konvektion herrschte, der Energietransport an der Oberfläche aber wieder durch Strahlung erfolgte (was in den Randbedingungen berücksichtigt wurde).
Cowling befasste sich auch mit Magnetohydrodynamik, worüber er ein Lehrbuch verfasste. 1933 zeigte er, dass die Magnetfelder zum Beispiel in Sonnenflecken einen Dynamomechanismus zur Erzeugung benötigen, da sie sonst schon längst abgeklungen wären. Gleichzeitig zeigte er, dass die sie erzeugenden Felder nicht axialsymmetrisch sein konnten, womit er eine Hypothese von Joseph Larmor widerlegte. Beispiele nicht-axialsymmetrischer Dynamofelder zum Beispiel für das Erdmagnetfeld oder die Magnetfelder von Sonnenflecken wurden erst viel später gefunden. 1945 zeigte er andererseits, dass einige Magnetfelder besonders in sehr massiven Sternen eine Lebensdauer haben können, die die Lebensdauer des Sterns selbst übersteigt. Bekannt ist er auch für eine Arbeit über nicht-radiale Schwingungen in Sternen.

## Auszeichnungen
- 1956: Goldmedaille der Royal Astronomical Society
- 1985: Bruce Medal für seine Arbeiten über die Stabilität von Sternen
- 1990: Hughes-Medaille von der Royal Society (diese Medaille erhielt er 2 Tage vor seinem Tod)

Er war seit 1947 Fellow der Royal Society. Seit 1931 war er Mitglied und 1965 bis 1967 Präsident der Royal Astronomical Society.

## Schriften
- Magnetohydrodynamics, Interscience 1957, 2. Auflage, Hilger 1977
- mit Sydney Chapman: Mathematical theory of nonuniform gases, Cambridge University Press 1939, 1952, 1970
- Molecules in motion, Hutchinson´s University Library, London, New York 1950
- mit Horace Babcock General magnetic fields in the sun and in the stars, Monthly Notices Royal Astronomical Society, Band 113, 1953, S. 357–381, Online
- Solar electrodynamics, in Gerard Peter Kuiper (Herausgeber) The Sun, University of Chicago Press 1953
- Magnetic Stars, in L. H. Aller, D. B. MacLaughlin Stellar Structure, University of Chicago Press 1965